# Laticauda schystorhyncha
Laticauda schystorhyncha là một loài rắn biển chỉ được tìm thấy trong vùng biển của quốc gia đảo Thái Bình Dương Niue. Nó dài lên tới 1 mét, và rất độc, làm cho nó trở thành một trong những sinh vật nguy hiểm nhất trên hành tinh. Nó có một cái đuôi giống như vây cá, giúp nó bơi tốt hơn.